# Phil Foden
Philip Walter Foden (sinh ngày 28 tháng 5 năm 2000) là một cầu thủ bóng đá chuyên nghiệp người Anh hiện đang thi đấu ở vị trí tiền vệ cho câu lạc bộ Premier League Manchester City và đội tuyển bóng đá quốc gia Anh. Nổi tiếng nhờ lối chơi giàu kỹ thuật và khả năng xử lý bóng tốt, anh được đánh giá là một trong những cầu thủ xuất sắc nhất thế giới trong thế hệ của mình.
Bước đột phá của Foden vào bóng đá chuyên nghiệp kể từ năm 2017, khi anh giành được giải Quả bóng vàng FIFA U-17 World Cup sau chiến dịch FIFA World Cup U17 thành công của U-17 Anh. Anh ra mắt Manchester City trong cùng năm. Tháng 12 năm đó, anh vinh danh là nhân vật thể thao trẻ của BBC.
Foden kể từ đó đã có hơn 100 lần ra sân cho đội bóng anh và giành được 9 danh hiệu, trong đó có việc trở thành cầu thủ trẻ nhất giành được huy chương vàng Premier League. Năm 2019, Foden đã giành chức vô địch Premier League và trở thành cầu thủ ghi bàn trẻ nhất cho đội bóng ở UEFA Champions League, đồng thời anh còn là cầu thủ người Anh trẻ nhất vừa đá chính vừa ghi bàn ở vòng loại trực tiếp của giải đấu này. Năm 2021, anh được vinh danh là Cầu thủ trẻ xuất sắc nhất mùa giải Premier League và Cầu thủ trẻ xuất sắc nhất năm của PFA.
Foden đã đại diện cho Anh ở nhiều đội tuyển trẻ, ghi 19 bàn sau 51 lần khoác áo. Anh lần đầu được gọi lên đội tuyển quốc gia vào ngày 25 tháng 8 năm 2020 và có trận ra mắt gặp đội tuyển Iceland vào ngày 5 tháng 9 năm 2020, trong chiến thắng 1–0 ở UEFA Nations League.

## Sự nghiệp câu lạc bộ

### Manchester City

#### Sự nghiệp ban đầu
—Pep Guardiola, Huấn luyện viên của Foden sau trận ra mắt của anh cho Manchester City vào tháng 7 năm 2017.
Sinh ra ở Stockport, Greater Manchester, Foden là một sản phẩm của lò đào tạo Manchester City. Anh gia nhập nửa xanh thành Manchester khi mới 4 tuổi và cấp học bổng Học viện vào tháng 7 năm 2016. Ngày 6 tháng 12 năm 2016, huấn luyện viên trưởng của Manchester City Pep Guardiola đưa Foden vào danh sách đội hình thi đấu cho trận đấu vòng bảng Champions League gặp Celtic. Lúc đó, anh là cầu thủ dự bị không được ra sân trong trận hòa 1-1 trên sân nhà.
2017–18

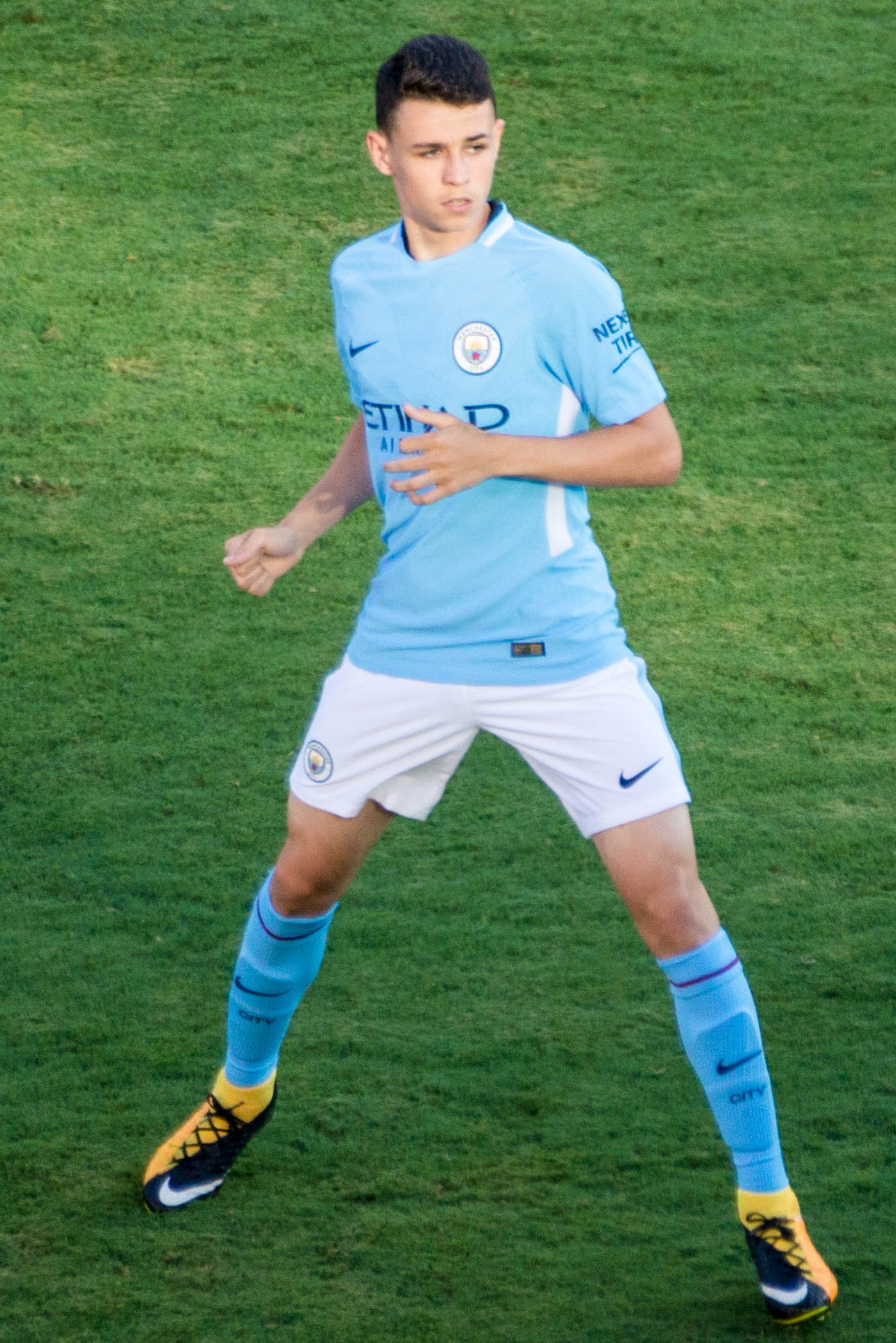
Phil Foden thi đấu cho Manchester City năm 2017.

Sau nhiều lần ra sân từ băng ghế dự bị vào đầu mùa giải 2017–18, Foden có trận ra mắt Manchester City vào ngày 21 tháng 11 năm 2017, trong trận gặp Feyenoord tại UEFA Champions League, vào sân thay cho Yaya Touré ở phút thứ 75. Anh trở thành cầu thủ Anh trẻ thứ tư góp mặt ở mùa giải Champions League (17 tuổi 177 ngày). Ngày 6 tháng 12 năm 2017, Foden phá kỷ lục của Josh McEachran nắm giữ trước đó để trở thành cầu thủ người Anh trẻ nhất ở tuổi 17 và 192 ngày, bắt đầu một trận đấu tại UEFA Champions League, nnưng thất bại với tỷ số 1–2 trước Shakhtar Donetsk của Ukraina. Ngày 20 tháng 10 năm 2020, Jude Bellingham, 17 tuổi 113 ngày, phá kỷ lục của Phil Foden để trở thành cầu thủ người Anh trẻ nhất bắt đầu trận đấu ở Champions League. Anh cũng trở thành cầu thủ sinh năm 2000 đầu tiên ra sân ở giải đấu. Anh có trận ra mắt ở Premier League với tư cách là cầu thủ dự bị, trong chiến thắng 4–1 trước Tottenham Hotspur vào ngày 16 tháng 12 năm 2017, vào sân thay cho İlkay Gündoğan ở phút thứ 83.
Foden vào sân thay người muộn cho Sergio Agüero trong trận chung kết Cúp EFL 2017 vào ngày 25 tháng 2 năm 2018, giúp cho đội bóng Manchester City giành chiến thắng với tỷ số 3–0 trước Arsenal tại Sân vận động Wembley . Tháng tiếp theo, anh phá kỷ lục của Kieran Richardson để trở thành cầu thủ Anh trẻ nhất đá chính trong trận đấu loại trực tiếp ở Champions League, làm được điều đó khi ạnh 17 tuổi 283 ngày trong chiến thắng 4–0 trước đội bóng Thuỵ Sĩ Basel. Ngày 13 tháng 5, anh trở thành cầu thủ trẻ nhất đã giành được huy chương vô địch Premier League. Kỷ lục Guinness Thế giới đã công nhận Foden vì thành tích này có nằm trong ấn bản năm 2020 của cuốn sách.

#### 2018–19
Foden có tên trong đội hình xuất phát của Manchester City ở FA Community Shield vào ngày 5 tháng 8 năm 2018, thi đấu trong 75 phút cũng cũng như pha kiến tạo đầu tiên của mình bằng đường chuyền cho Sergio Agüero ghi bàn mở tỷ số trong chiến thắng 2–0 trước Chelsea tại Sân vận động Wembley. Ngày 25 tháng 9 năm 2018, anh có pha kiến tạo cho Riyad Mahrez và sau đó ghi bàn thắng đầu tiên của mình cho Manchester City ở phút bù giờ trong trận thắng 3–0 ở vòng ba của EFL Cup, trước Oxford United
Foden có bàn thắng đầu tiên trên sân nhà tại Sân vận động Etihad, bàn thắng thứ hai trong chiến thắng 7–0 trước Rotherham United ở vòng ba FA Cup vào ngày 6 tháng 1 năm 2019. Ba ngày sau, Foden tiếp tục ghi bàn khi Manchester City đánh bại Burton Albion với tỷ số 9–0 trong trận lượt đi bán kết EFL Cup. Ngày 12 tháng 3 năm 2019, Foden ghi bàn thắng đầu tiên ở Champions League trong trận lượt về vòng 16, gặp Schalke, khi Manchester City thắng 7–0 (tổng tỷ số 10–2). Qua đó giúp đội bóng anh cân bằng kỷ lục về tỷ số thắng đậm nhất trong giai đoạn loại trực tiếp của giải đấu. Bàn thắng cũng giúp anh trở thành cầu thủ trẻ nhất Manchester City ghi bàn ở Champions League và là cầu thủ người Anh trẻ nhất ghi bàn ở vòng loại trực tiếp của giải đấu, ở tuổi 18 tuổi 288 ngày. Đầu tháng sau, Foden có trận ra mắt cho đội bóng anh trong chiến thắng 2–0 trước Cardiff City, anh trở thành cầu thủ Anh trẻ nhất đá chính ở Premier League kể từ Daniel Sturridge năm 2008. Sau trận đấu này, huấn luyện viên Pep Guardiola nói với giới truyền thông rằng ông kỳ vọng Foden sẽ trở thành một cầu thủ quan trọng của Manchester City "trong thập kỷ tới".
Foden ghi bàn thắng đầu tiên ở Premier League vào ngày 20 tháng 4 năm 2019, trong chiến thắng 1–0 trước Tottenham Hotspur. Điều đó khiến anh trở thành cầu thủ trẻ thứ ba ghi bàn cho Manchester City ở giải đấu này, sau Micah Richards và Daniel Sturridge. Manchester City đã kết thúc mùa giải với việc giành được tất cả các chiếc cúp trong nước đối với Foden ngày càng có vai trò nổi bật trong đội bóng.

#### 2019–20
Foden khởi đầu mùa giải 2019–20 với 7 lần chiếc cúp, khi Manchester City giành chức vô địch FA Community Shield trước Liverpool tại Sân vận động Wembley ngày 4 tháng 8 năm 2019, với bàn thắng trong đó có anh là người thực hiện thành công quả đá phạt trong loạt sút luân lưu. Sáu ngày sau, anh có trận đầu tiên tại Premier League mùa giải này, khi đội bóng anh đánh bại West Ham United với tỷ số 5–0 tại Sân vận động Luân Đôn.
Ngày 1 tháng 10 năm 2019, Foden ghi bàn thắng đầu tiên ở UEFA Champions League, trong chiến thắng 2–0 trên sân nhà trước Dinamo Zagreb ở trận thứ hai của vòng bảng.
Ngày 15 tháng 12 năm 2019, Foden đá chính và pha kiến tạo cho Kevin De Bruyne ghi bàn trong chiến thắng 3–0 của Manchester City trước Arsenal tại Sân vận động Emirates.
Ngày 1 tháng 3 năm 2020, Foden đá chính trong trận chung kết Cúp EFL và giành được chiếc cúp lớn thứ 6 cũng như danh hiệu thứ 8 trong sự nghiệp của anh khi Manchester City giành chiến thắng 2-1 trước Aston Villa. Anh cũng nhận được giải thưởng cầu thủ xuất sắc nhất trận đấu, qua đó trở thành cầu thủ trẻ nhất và giành được Cúp Alan Hardaker.
Thế nhưng, đại dịch COVID-19 khiến mùa giải bị tạm hoãn cho đến khi trở lại vào ngày 17 tháng 6 năm 2020, trong trận gặp Arsenal, Foden ghi bàn cho Manchester City giúp đội bóng giành chiến thắng 3–0 trên sân Etihad. Năm ngày sau, anh ghi cú đúp đầu tiên ở Premier League, đồng thời lần đầu ghi bàn liên tiếp trong trận đấu tiếp theo khi Manchester City đánh bại 5–0 trước Burnley trên sân nhà. Ngày 2 tháng 7 năm 2020, Manchester City chào đón nhà vô địch mới đăng quang Liverpool đến sân vận động Etihad. Foden ghi bàn thắng và kiến tạo cho Raheem Sterling giúp Manchester City giành chiến thắng 4–0.
Trong trận đấu cuối cùng của mùa giải 2019–20 vào ngày 26 tháng 7, Foden đá chính trong chiến thắng 5–0 trước Norwich City, Manchester City đã kết thúc mùa giải ở vị trí thứ 2 của bảng xếp hạng Premier League. Tuy nhiên, dịp này được đánh dấu bằng sự ra đi của David Silva, thần tượng của Foden, người đã gắn bó 10 năm với Manchester City. Năm 2017, Foden đã cho rằng "Tập luyện nhanh hơn và thật tuyệt khi chơi cùng Silva, anh thực sự là thần tượng của tôi. Tôi cố gắng xem những gì anh làm, học hỏi và cố gắng làm những điều tương tự." Foden được cho sẽ là người tiếp quản vị trí của David Silva khi huấn luyện viên Pep Guardiola nói rằng Manchester City "tin tưởng" Phil Foden sẽ thay thế David Silva.
Ngày 7 tháng 8, Foden đá chính trong trận lượt về vòng 16 đội, gặp Real Madrid, khi Manchester City đánh bại 2–1 (tổng tỷ số 4–2 sau cả hai lượt) và tiến vào vòng tứ kết, nơi mà anh cùng đồng đội sau đó dừng bước ở giải đấu khi để thua tổng tỷ số chung cuộc ở cả hai lượt trước Lyon. Anh đã kết thúc mùa giải với 38 lần ra sân, ghi 8 bàn thắng và 9 pha kiến tạo trên mọi trận đấu.

#### 2020–21
Trong trận mở màn mùa giải 2020–21 gặp Wolverhampton Wanderers vào ngày 29 tháng 9 năm 2020, Foden ghi bàn giúp Manchester City thắng 3–1 trên sân khách. Ngày 24 tháng 10, trong trận đấu với West Ham, anh được tung vào sân thay thế Sergio Agüero từ hiệp hai và ghi bàn gỡ hòa sau 6 phút bằng động tác xoay người thông minh để dứt điểm sau đường chuyền kiến tạo của đồng đội João Cancelo. Ngày 25 tháng 11 năm 2020, anh có bàn thắng đầu tiên trong mùa giải 2020–21 UEFA Champions League, ghi bàn vào lưới Olympiacos bằng một pha dứt điểm quyết đoán ở vòng cấm sau đường chuyền đẹp mắt của Raheem Sterling. Chiến thắng ở Champions League đã giúp cho Manchester City lọt vào vòng 16 đội ở mùa thứ 8 liên tiếp.
Ngày 7 tháng 2 năm 2021, Foden ghi một bàn thắng và một kiến tạo cho İlkay Gündoğan ghi bàn trong chiến thắng 4–1 trên sân khách trước Liverpool. Đây là lần đầu tiên Manchester City có được chiến thắng ở sân vận động Anfield kể từ năm 2003. Ngày 17 tháng 3, anh một lần nữa ghi bàn ở Merseyside, khi Manchester City đánh bại 3–1 trên sân khách trước Everton, qua đó giúp đội bóng anh kéo dài vị trí đầu bảng và có 17 trận thắng liên tiếp trên mọi trận đấu. Anh ghi bàn trong cả hai lượt trận vòng tứ kết Champions League trước Borussia Dortmund, giúp Manchester City bóng tiến tới vòng bán kết của giải đấu.
Ngày 21 tháng 4 năm 2021, Foden ghi bàn thắng thứ 14 trong mọi đấu trường, bàn thắng gỡ hòa cho Manchester City vào lưới Aston Villa trong trận thắng chung cuộc 2–1 trên sân khách, đồng thời anh nhận giải thưởng cầu thủ xuất sắc nhất trận. Điều này giúp Manchester City kéo dài khoảng cách dẫn đầu bảng lên tới con số 11 điểm. Đây là bàn thắng thứ 14 của Foden trên mọi trận đấu. Chỉ bốn ngày sau, Foden giành được chiếc cúp thứ 9 khi Manchester City đánh bại Tottenham Hotspur với tỷ số 1–0 ở trận chung kết EFL Cup, khi anh thi đấu trọn vẹn 90 phút. Foden một lần nữa làm nên lịch sử Manchester City, khi đội bóng lọt vào chung kết UEFA Champions League lần đầu sau khi đánh bại Paris Saint-Germain với tỷ số chung cuộc 4–1, Foden đã kiến tạo cho Riyad Mahrez trong trận lượt về. Ngày 12 tháng 5, Foden lần thứ 3 giành chức vô địch Premier League sau bốn năm sự nghiệp ở Manchester City, khi Manchester United bị Leicester City đánh bại với tỷ số 1–2. Foden có mặt trong đội hình 11 người xuất phát ở trận chung kết UEFA Champions League đầu tiên của Manchester City, khi họ để thua 0–1 trước Chelsea. Anh được điền tên trong đội hình tiêu biểu của Champion League và được vinh danh là Cầu thủ trẻ xuất sắc nhất trong mùa giải Premier League, đồng thời anh cũng nhận vinh danh là Cầu thủ trẻ xuất sắc nhất năm của PFA.

#### 2021–22
Foden dính chấn thương trong trận chung kết Euro 2020, gặp đội tuyển Ý, khiến anh phải bỏ lỡ khởi đầu mùa giải 2021–22 ở Premier League, bao gồm các trận đấu gặp Tottenham Hotspur, Norwich City và Arsenal, trong khi không được vào sân trong trận gặp Leicester City. Anh ghi một bàn, cung cấp hai pha kiến tạo và giành được giải cầu thủ xuất sắc nhất mọi trận trong chiến thắng 6–1 trước Wycombe Wanderers ở Cúp EFL. Ngày 3 tháng 10, Foden ghi bàn thắng đầu tiên ở Premier League mùa giải này trong trận hòa 2–2 trước Liverpool. Trong trận đấu với Club Brugge KV ở vòng bảng Champions League, anh ghi bàn cho Manchester City ở lượt về, qua đó giành được giải thưởng cầu thủ xuất sắc nhất trận. Ngày 23 tháng 10, Foden ghi một cú đúp và một pha kiến tạo cho Riyad Mahrez trong chiến thắng 4–1 trên sân khách trước Brighton & Hove Albion, giúp anh được trao giải cầu thủ xuất sắc nhất mọi trận. Ngày 29 tháng 12, anh ghi bàn thắng ẩn định giúp Manchester City đánh bại 1–0 trước Brentford và giành giải thưởng cầu thủ xuất sắc nhất trận. Nhưng sau đó, anh bỏ lỡ trận đấu tiếp theo gặp Arsenal do vấn đề thể lực.
Bước sang năm 2022, Foden ghi hai bàn trong hai trận thắng trên sân khách bao gồm gặp Norwich City và Sporting Lisbon - lần lượt vào ngày 12 và 15 tháng 2. Anh một lần nữa ghi bàn thắng duy nhất trong trận thắng 1–0 trước Everton và được trao giải cầu thủ xuất sắc nhất trận vào ngày 26 tháng 2. Foden ghi bàn cho Manchester City trong chiến thắng 4–3 trên sân nhà trước Real Madrid ở lượt đi vòng bán kết Champions League, nhưng cuối cùng đội bóng anh để thua 1–3 trước Real Madrid ở lượt về trên sân Bernabéu, điều đó khiến Manchester City bị loại khỏi Champion League với tổng tỷ số thua chung cuộc (6–5). Trong trận cuối của mùa giải 2021–22, khi Aston Villa dẫn trước, anh cùng đồng đội lội ngược dòng đáng kinh ngạc giúp Manchester City giữ vị trí đầu bảng xếp hạng và vô địch Premier League 2021–22, trước Liverpool.
Foden đã kết thúc mùa giải với 14 bàn thắng, trong đó có 9 bàn ở Premier League. Anh giành được giải thưởng Cầu thủ trẻ xuất sắc nhất năm của PFA, cũng như Cầu thủ trẻ xuất sắc nhất mùa giải Premier League năm thứ hai liên tiếp. Ngoài ra, Foden được đề cử danh hiệu Cầu thủ xuất sắc nhất năm của PFA và giải Quả bóng vàng châu Âu 2022.

#### 2022–23

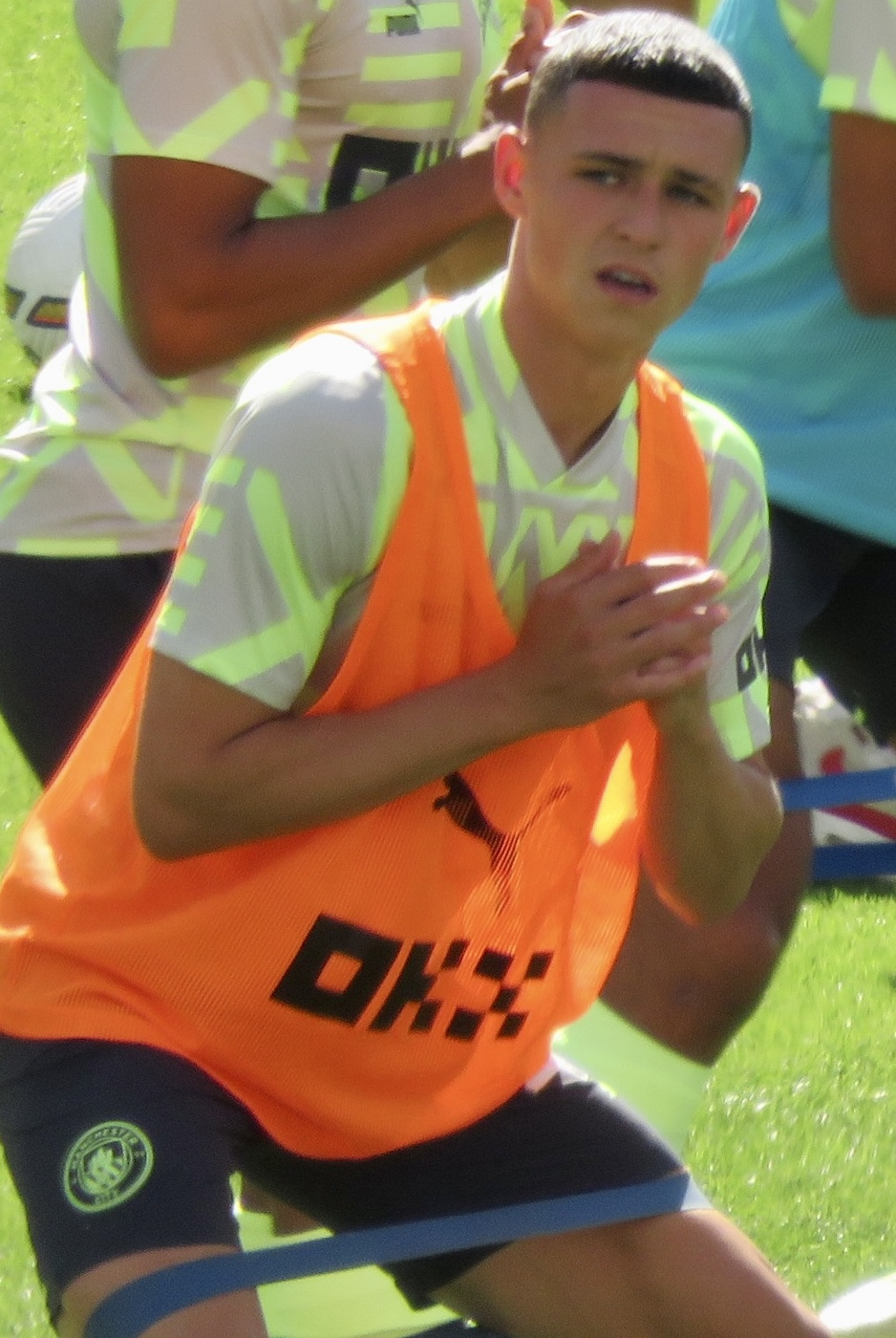
Foden khởi động cho Manchester City năm 2022

Ngày 2 tháng 10 năm 2022, Foden ghi hat-trick đầu tiên trong chiến thắng 6–3 trên sân nhà trước Manchester United. Ngày 14 tháng 10 năm 2022, Foden ký một bản hợp đồng mới với Manchester City, giúp anh ở lại đến năm 2027.
Ngày 4 tháng 3 năm 2023, Foden ghi bàn thắng vào lưới Newcastle United, bàn thắng đó giúp anh trở thành cầu thủ trẻ nhất ghi 50 bàn thắng cho Manchester City tại Premier League. Anh cùng với Manchester City giành chức vô địch Premier League lần thứ năm sau khi họ chiến thắng 3–1 trước West Ham vào ngày 20 tháng 5. Ở trận chung kết FA Cup 2023 vào ngày 3 tháng 6, Foden vào sân thay người vào phút cuối khi Manchester City đánh bại Manchester United với tỷ số 2–1. Một tuần sau, trong trận chung kết Champions League 2023, anh vào sân thay thế Kevin De Bruyne, người đã bị chấn thương gân kheo trong chiến thắng 1–0 để giành chức vô địch Champions League lần đầu tiên và hoàn thành cú ăn ba châu lục.

#### 2023-24
Sau chấn thương của Kevin De Bruyne, huấn luyện viên Pep Guardiola của City bắt đầu sử dụng Foden ở vị trí tấn công trung tâm nhiều hơn.  Vào ngày 16 tháng 8, Foden bắt đầu chơi ở Siêu cúp UEFA trước đội vô địch Europa League Sevilla FC , nơi City đã giành chiến thắng trong loạt sút luân lưu, mang về cho Foden chiếc cúp đầu tiên trong mùa giải.  Vào ngày 22 tháng 12, Foden ghi bàn trong trận chung kết FIFA Club World Cup 2023 trong chiến thắng 4–0 trước Fluminense FC để giành chức vô địch Club World Cup đầu tiên của mình. Anh trở thành cầu thủ người Anh đầu tiên ghi bàn trong trận chung kết kể từ Wayne Rooney năm 2008. 
Vào ngày 5 tháng 2 năm 2024, Foden ghi hat-trick thứ hai tại Premier League trong chiến thắng 3–1 trên sân khách trước Brentford.  Vào ngày 3 tháng 4, Foden ghi hat-trick thứ ba tại Premier League trong chiến thắng 4–1 trên sân nhà trước Aston Villa, bao gồm bàn thắng đá phạt đầu tiên trong sự nghiệp của anh .  Trong trận lượt đi vòng tứ kết Champions League vào ngày 9 tháng 4, Foden ghi bàn vào lưới Real Madrid trong trận hòa 3–3 tại Santiago Bernabéu , đánh dấu một bàn thắng trong mỗi năm lần ra sân gần nhất của anh tại giải đấu; đây là chuỗi trận dài nhất của một cầu thủ người Anh tại giải đấu, cùng với Steven Gerrard .  Vào ngày 25 tháng 4, Foden đã vượt qua 50 bàn thắng tại Premier League cho câu lạc bộ bằng cách ghi một cú đúp trong chiến thắng 4–0 trước Brighton & Hove Albion. 
Sau một loạt các màn trình diễn rất mạnh mẽ, Guardiola bình luận: "Tôi nghĩ cậu ấy thực sự là một cầu thủ đẳng cấp hàng đầu, cậu ấy có tài năng bẩm sinh, một món quà, và sau đó, cậu ấy có một cảm giác ghi bàn đáng kinh ngạc."  Sau khi ghi một cú đúp quyết định vào lưới Manchester United vào tháng 3, Guardiola mô tả Foden là cầu thủ hiện tại xuất sắc nhất tại Premier League: "Cậu ấy thích chơi bóng đá. Cậu ấy sẽ trở thành một cầu thủ huyền thoại vì trong một thời gian ngắn, các trận đấu đã chơi, các phút, các bàn thắng ghi được, các danh hiệu giành được và cậu ấy đến từ quê nhà và đó là lý do tại sao mối liên hệ với người hâm mộ là không thể tin được. Cậu ấy luôn ghi bàn nhưng bây giờ cậu ấy ghi bàn để giành chiến thắng trong các trận đấu. Khi bạn làm được điều này, bạn đạt đến một cấp độ khác với tư cách là một cầu thủ ... Cậu ấy là cầu thủ của mùa giải, với tất cả sự tôn trọng dành cho những cầu thủ đáng kinh ngạc nhưng không ai có thể quyết định cho chúng tôi như cậu ấy trong mùa giải này."  Vào tháng 5, anh được vinh danh là Cầu thủ bóng đá của năm của FWA và Cầu thủ xuất sắc nhất mùa giải của Premier League .  Vào ngày 19 tháng 5, Foden ghi hai bàn thắng trong chiến thắng 3–1 ở trận đấu cuối cùng của Premier League mùa giải trước West Ham United, giúp Manchester City giành chức vô địch Premier League lần thứ tư liên tiếp.  Chiến thắng này giúp Foden trở thành cầu thủ trẻ nhất giành được sáu chức vô địch Premier League. 
Foden kết thúc mùa giải với thành tích cá nhân mới là 27 bàn thắng trên mọi đấu trường, trong đó có 19 bàn ở Premier League , giúp anh trở thành cầu thủ ghi nhiều bàn thắng thứ tư tại giải đấu và được vinh danh là Cầu thủ xuất sắc nhất năm của Manchester City.

#### 2024–25
Sau khi ra sân trong trận đấu đầu tiên của mùa giải với Chelsea tại Premier League, Foden đã bỏ lỡ nhiều trận đấu vì bị ốm, bắt đầu mùa giải đầu tiên của mình vào ngày 24 tháng 9 trong trận đấu với Watford tại Cúp EFL 2024–25. Foden đã ghi bàn, kiến tạo và giành giải cầu thủ xuất sắc nhất trận đấu trong trận đấu tại UEFA Champions League với tỷ số 4–0 trước ŠK Slovan Bratislava vào ngày 1 tháng 10, trở thành cầu thủ thứ tư ghi bàn trong bảy mùa giải Champions League gần đây nhất.

## Sự nghiệp quốc tế

### Đội tuyển trẻ
Tháng 5 năm 2017, Foden ghi bàn trong trận chung kết Giải vô địch U17 châu Âu 2017 khi U-17 Anh chịu thất bại trong loạt sút luân lưu trước Tây Ban Nha.
Tháng 10 năm 2017, Foden đã thu hút sự chú ý rộng rãi của báo chí sau khi ghi hai bàn trong trận chung kết FIFA U-17 World Cup, gặp U17 Tây Ban Nha, khi U17 Anh đánh bại đối thủ trong trận đấu và giành chức vô địch. Anh được vinh danh là cầu thủ xuất sắc nhất giải đấu.
Anh đã giành được giải Quả bóng vàng FIFA U-17 World Cup năm 2017, nơi anh đã thu hút được sự chú ý rộng rãi của báo chí và sự đưa tin quan trọng của các phương tiện truyền thông.
Ngày 27 tháng 5 năm 2019, Foden được triệu tập vào danh sách 23 cầu thủ U-21 Anh cho Giải vô địch U21 châu Âu 2019 và ghi một bàn thắng ấn tượng, bàn thắng đầu tiên của anh cho U21 Anh, trong trận thua 2-1 trước U-21 Pháp ở Cesena.

### Đội tuyển quốc gia

#### Ra mắt và tham dự Euro 2020
Vào ngày 25 tháng 8 năm 2020, Gareth Southgate lần đầu tiên điền tên Foden vào đội hình chính của đội tuyển Anh. Anh có trận ra mắt quốc tế trước Iceland vào ngày 5 tháng 9 năm 2020, trong chiến thắng 1–0 trên sân khách trong giải đấu UEFA Nations League.
Ngày 25 tháng 8 năm 2020, lần đầu HLV Gareth Southgate đưa Foden lên đội tuyển Anh. Anh có trận ra mắt quốc tế gặp Iceland vào ngày 5 tháng 9 năm 2020, trong chiến thắng 1–0 trên sân khách ở UEFA Nations League. Ngày 7 tháng 9, Foden cùng Mason Greenwood đã bị rút khỏi đội tuyển Anh do vi phạm quy trình cách ly COVID-19 bằng cách đưa ít nhất một khách đến khách sạn của đội tuyển ở Iceland. Manchester City lên án hành động của Phil Foden.
Foden ghi bàn thắng đầu tiên và thứ hai cho đội tuyển Anh, trong trận đấu gặp Iceland trên sân nhà ở UEFA Nations League vào ngày 18 tháng 11 năm 2020.
Ngày 1 tháng 6 năm 2021, Foden có tên trong đội hình tham dự giải đấu UEFA Euro 2020. Anh tham gia câu lạc bộ vào một ngày sau do tham gia trận chung kết UEFA Champions League năm đó. Ngày 8 tháng 6, Foden tiết lộ rằng anh đã nhuộm tóc vàng, khiến người ta so sánh với cựu tiền vệ người Anh Paul Gascoigne, người cũng để kiểu tóc tương tự ở Euro 96. Foden đã nói trong một cuộc họp báo cùng ngày rằng: "Cả quốc gia đều biết ý nghĩa của anh đối với đất nước và những gì anh đã làm, vì vậy sẽ không quá tệ nếu tôi cố gắng mang một chút Gazza để vào sân."

#### FIFA World Cup 2022 và UEFA Euro 2024

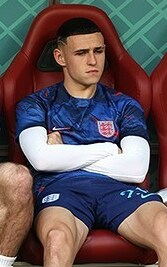
Foden trong màu áo đội tuyển Anh tại FIFA World Cup 2022

Ngày 10 tháng 11 năm 2022, Foden được chốt vào danh sách 26 cầu thủ của đội tuyển Anh tham dự FIFA World Cup tại Qatar. Anh ra sân lần đầu với tư cách là người thay thế ở phút thứ 71 trong chiến thắng 6–2 trước đối thủ Iran. Ngày 29 tháng 11, anh ghi bàn thắng thứ hai cho đội tuyển Anh ở phút thứ 51 trong chiến thắng 3–0 trước xứ Wales. Đó cũng là bàn thắng đầu tiên duy nhất của Foden ở một giải đấu quốc tế lớn cho đất nước Anh. Trong trận đấu tiếp theo gặp Senegal, Foden thực hiện pha kiến tạo cho Harry Kane ghi bàn ở phút bù giờ thứ ba của hiệp một. Sau đó, anh tiếp tục kiến tạo cho Bukayo Saka ghi bàn trong hiệp hai ở phút thứ 57.
Foden có tên trong đội hình 26 cầu thủ của đội tuyển Anh tham dự UEFA Euro 2024. Anh bắt đầu ở vị trí tiền đạo cánh trái trong trận mở màn của đội với Serbia, chơi trọn vẹn 90 phút khi đội bóng của anh giành chiến thắng 1–0 để vươn lên dẫn đầu Bảng C.

## Phong cách thi đấu
Foden thuận chân trái, và có thể chơi ở vị trí hậu vệ cánh hoặc tiền vệ cánh phải, mặc dù huấn luyện viện trưởng Pep Guardiola đã mô tả anh là "giống một tiền vệ hơn". Năm 2017, Pep Guardiola mô tả anh là "một cầu thủ đặc biệt", nói rằng: "Thật khó tin khi nói những điều tốt đẹp về các cầu thủ trẻ bởi vì họ vẫn còn trẻ, họ phải trưởng thành và phải học hỏi rất nhiều điều... Nhưng chúng tôi có rất nhiều tự tin để giúp đỡ cậu ấy, bởi vì chúng tôi tin rằng cậu ấy là một chàng trai có tiềm năng, ngay cả khi cậu ấy vẫn không khỏe, không cao." Louise Taylor của The Guardian đã mô tả Foden là người "tự hào về khả năng kiểm soát chặt chẽ, kết dính và may mắn có sở trường vượt qua đối thủ". Năm 2018, nhà văn và tiểu thuyết gia bóng đá Brian Glanville đã mô tả anh là một "thiếu niên có năng khiếu và sớm phát triển", đồng thời nói thêm: "Các cầu thủ trẻ có kỹ năng và chất lượng sáng tạo của anh gầy gò một cách đáng thương." Trong thời gian thi đấu cho Manchester City, anh thỉnh thoảng cũng được huấn luyện viên Pep Guardiola sử dụng trong vai trò tấn công trung tâm như một số tiền đạo.

## Đời sống cá nhân
Foden có mối quan hệ với Rebecca Cooke và một con trai có tên là Ronnie, sinh tháng 1 năm 2019. Tháng 4 năm 2021, cặp đôi có thông báo rằng đang mong đợi đứa con thứ hai, một bé gái dự sinh vào cuối mùa hè hoặc đầu mùa thu năm 2021.

## Thống kê sự nghiệp
Tính đến ngày 25 tháng 5 năm 2024
| Câu lạc bộ          | Mùa giải            | Giải đấu            | Giải đấu | Giải đấu | Cúp Quốc gia | Cúp Quốc gia | Cúp Liên đoàn | Cúp Liên đoàn | Châu lục | Châu lục | Khác | Khác | Tổng cộng | Tổng cộng |
| Câu lạc bộ          | Mùa giải            | Hạng đấu            | Trận     | Bàn      | Trận         | Bàn          | Trận          | Bàn           | Trận     | Bàn      | Trận | Bàn  | Trận      | Bàn       |
| ------------------- | ------------------- | ------------------- | -------- | -------- | ------------ | ------------ | ------------- | ------------- | -------- | -------- | ---- | ---- | --------- | --------- |
| Manchester City     | 2016–17             | Premier League      | 0        | 0        | 0            | 0            | 0             | 0             | 0        | 0        | —    | —    | 0         | 0         |
| Manchester City     | 2017–18             | Premier League      | 5        | 0        | 0            | 0            | 2             | 0             | 3        | 0        | —    | —    | 10        | 0         |
| Manchester City     | 2018–19             | Premier League      | 13       | 1        | 3            | 3            | 5             | 2             | 4        | 1        | 1    | 0    | 26        | 7         |
| Manchester City     | 2019–20             | Premier League      | 23       | 5        | 4            | 1            | 5             | 0             | 5        | 2        | 1    | 0    | 38        | 8         |
| Manchester City     | 2020–21             | Premier League      | 28       | 9        | 5            | 2            | 4             | 2             | 13       | 3        | —    | —    | 50        | 16        |
| Manchester City     | 2021–22             | Premier League      | 28       | 9        | 4            | 1            | 2             | 1             | 11       | 3        | 0    | 0    | 45        | 14        |
| Manchester City     | 2022–23             | Premier League      | 32       | 11       | 5            | 3            | 2             | 0             | 8        | 1        | 1    | 0    | 48        | 15        |
| Manchester City     | 2023–24             | Premier League      | 35       | 19       | 5            | 2            | 1             | 0             | 8        | 5        | 4    | 1    | 52        | 27        |
| Tổng cộng sự nghiệp | Tổng cộng sự nghiệp | Tổng cộng sự nghiệp | 164      | 54       | 26           | 12           | 21            | 5             | 52       | 15       | 7    | 1    | 270       | 87        |

1. 1 2 3 4 5 6 7  Ra sân tại UEFA Champions League
2. 1 2 3  Ra sân tại FA Community Shield
3. ↑  1 lần ra sân tại FA Community Shield, 1 lần ra sân tại UEFA Super Cup, 2 lần ra sân và 1 bàn thắng tại FIFA Club World Cup

### Đội tuyển quốc gia
Tính đến ngày 13 tháng 10 năm 2024
| Đội tuyển quốc gia | Năm       | Trận | Bàn |
| ------------------ | --------- | ---- | --- |
| Anh                | 2020      | 3    | 2   |
| Anh                | 2021      | 10   | 0   |
| Anh                | 2022      | 9    | 1   |
| Anh                | 2023      | 9    | 1   |
| Anh                | 2024      | 12   | 0   |
| Tổng cộng          | Tổng cộng | 43   | 4   |

#### Bàn thắng quốc tế
Tính đến ngày 12 tháng 9 năm 2023.
| # | Ngày                 | Địa điểm                                | Trận thứ | Đối thủ  | Bàn thắng | Kết quả | Giải đấu                    |
| - | -------------------- | --------------------------------------- | -------- | -------- | --------- | ------- | --------------------------- |
| 1 | 18 tháng 11 năm 2020 | Sân vận động Wembley, London, Anh       | 3        | Iceland  | 3–0       | 4–0     | UEFA Nations League 2020–21 |
| 2 | 18 tháng 11 năm 2020 | Sân vận động Wembley, London, Anh       | 3        | Iceland  | 4–0       | 4–0     | UEFA Nations League 2020–21 |
| 3 | 29 tháng 11 năm 2022 | Sân vận động Ahmed bin Ali, Doha, Qatar | 20       | Wales    | 3–0       | 3–0     | FIFA World Cup 2022         |
| 4 | 12 tháng 9 năm 2023  | Hampden Park, Glasgow, Scotland         | 27       | Scotland | 1–0       | 3–1     | Giao hữu                    |

## Danh hiệu
Manchester City
- Premier League: 2017–18, 2018–19, 2020–21, 2021–22[121], 2022–23, 2023–24
- FA Cup: 2018–19[122], 2022–23
- Cúp EFL: 2017–18,[14] 2018–19,[123] 2019–20,[124] 2020–21[125]
- FA Community Shield: 2018, 2019
- UEFA Champions League: 2022–23;[126] á quân: 2020–21[127]
- UEFA Super Cup: 2023
- FIFA Club World Cup: 2023

U-17 Anh
- FIFA U-17 World Cup: 2017[128]
- UEFA European Under-17 Championship: Á quân 2017[129]

Anh
- UEFA European Championship á quân: 2020,[130] 2024[130]

Cá nhân
- Đội hình tiêu biểu của FIFA U-17 World Cup: 2017[131]
- Quả bóng vàng FIFA World Cup U-17: 2017[132]
- Cúp Alan Hardaker: 2020[133]
- Đội hình xuất sắc nhất mùa giải UEFA Champions League: 2020–21[134]
- Cầu thủ trẻ xuất sắc nhất mùa giải Premier League: 2020–21, 2021–22[135]
- Cầu thủ trẻ xuất sắc nhất năm của PFA: 2020–21, 2021–22 [136]